# れんが書房新社
れんが書房新社（れんがしょぼうしんしゃ）は、日本の出版社。